# تتسو گوتو
تتسو گوتو (انگلیسی: Tetsuo Gotō؛ ۱۰ اوت ۱۹۵۰ – ۶ نوامبر ۲۰۱۸) صداپیشه، و بازیگر اهل ژاپن بود.